# Long Rock, Östantarktis
Long Rock är en kulle i Antarktis. Den ligger i Östantarktis. Australien gör anspråk på området. Toppen på Long Rock är 37 meter över havet.
Terrängen runt Long Rock är platt åt nordost, men åt sydväst är den kuperad. Trakten är obefolkad. Det finns inga samhällen i närheten.